# Chiesa di Sant'Ignazio all'Olivella
Sant'Ignazio all'Olivella è una chiesa di Palermo.

## Storia

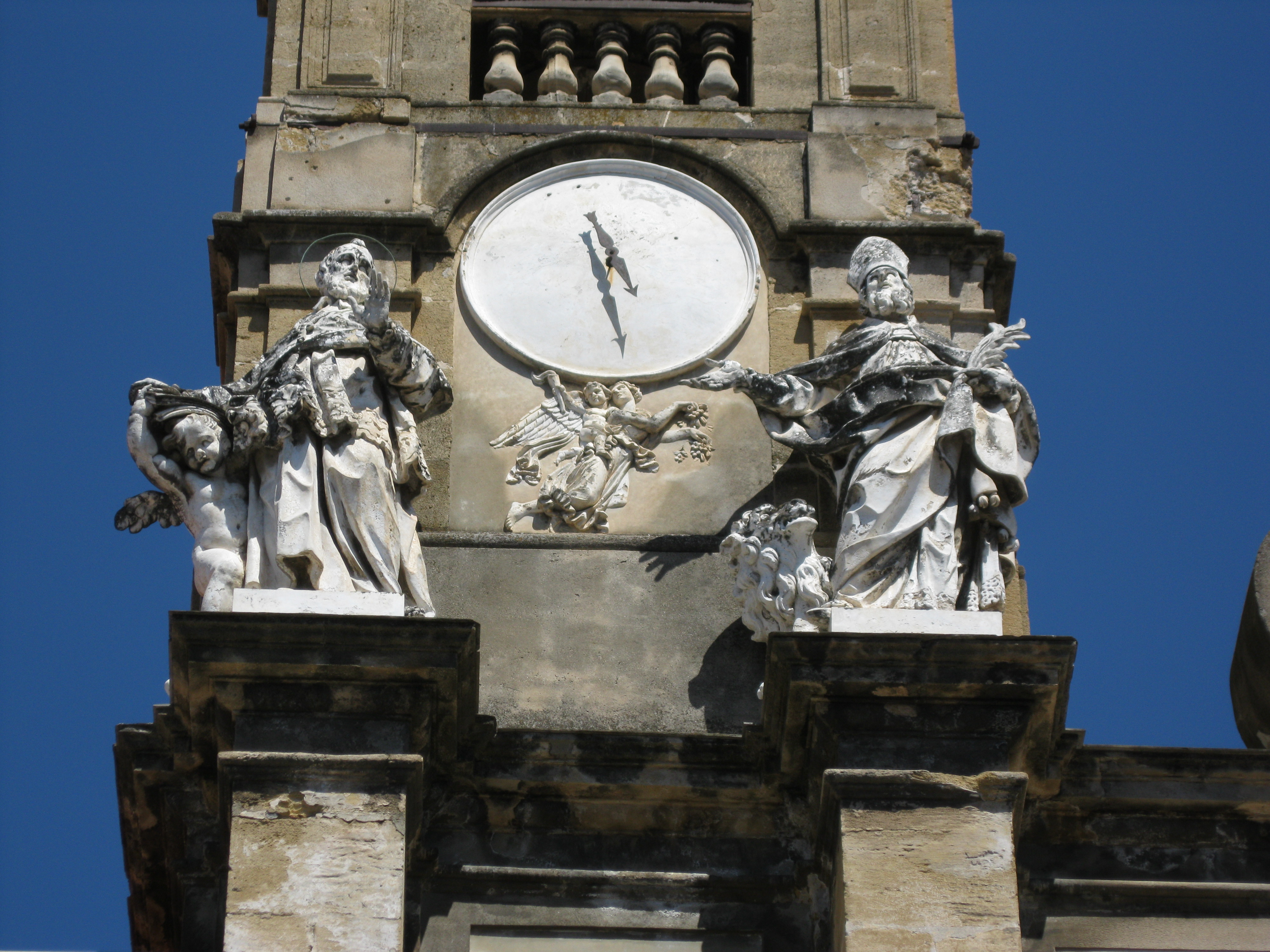
Dettaglio del campanile sinistro

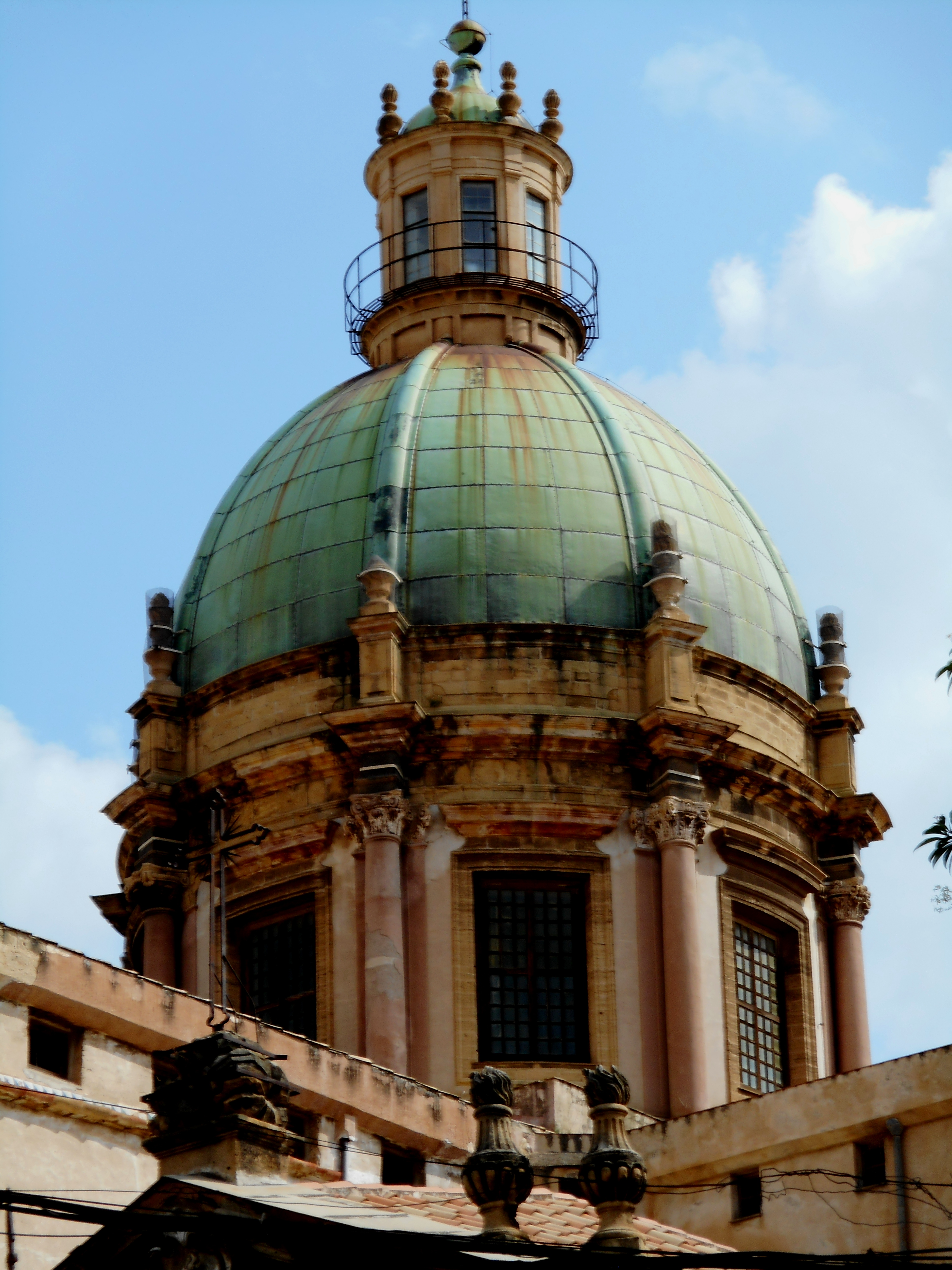
La cupola

### Epoca spagnola
- 1593, Fondazione della congregazione.[4] Riconoscimento papale con bolla pontificia di Clemente VIII del 1597.
- 1597, Assegnazione della primitiva chiesa di San Pietro Martire, in seguito ritenuta troppo piccola.
- 1598, Compromesso con la Compagnia di Santa Caterina per ottenere i terreni ove sorgeva la chiesetta di Santa Rosalia, in epoca normanna l'area era occupata dalla casa della famiglia Sinibaldi. Oggi nel cortile del chiostrino dell'oratorio di Santa Caterina d'Alessandria all'Olivella è possibile ammirare il pozzo di Santa Rosalia, riserva e approvvigionamento idrico della dimora.[5] Inizio lavori.
- 1622, La costruzione del corpo principale dell'edificio avviato su progetto di Antonio Muttone è definita senza la cupola.[6]
- 1711, Solenne consacrazione presieduta da Bartolomeo Castelli vescovo di Mazara del Vallo.[7] Dedicazione da parte dei padri Oratoriani a sant'Ignazio martire.
- 1732, La cupola progettata da Francesco Ferrigno è approntata dal capomastro Simone Marvuglia padre di Giuseppe Venanzio Marvuglia.
- 1752, Sono aggiunti i due campanili laterali nel prospetto principale. La grande gradinata nel 1775.
- dal 1760 progettazione della decorazione del presbiterio e della navata centrale ad opera dell'architetto Giuseppe Venanzio Marvuglia.

### Epoca contemporanea
- 1943 5 aprile, Transetto e cupola sono ricostruiti nel dopoguerra in seguito ai danneggiamenti subiti durante i bombardamenti. Distruzione del lato meridionale del cortile maggiore del Museo[8].
- 1950, Ricostruzione dell'ala meridionale del cortile maggiore rovinata dai bombardamenti che danneggiarono pesantemente la cupola e l'allargamento degli originari vani delle finestre su via Bara.

Lo stile è barocco, uno degli esempi più sontuosi della città.
La chiesa riprende il classico schema della croce latina con tre navate separate da colonne, cappelle laterali ed il pavimento composto da marmi di varie tipologie e colori. La facciata è contornata da due alti campanili ai quali in tempi recenti sono stati aggiunti due orologi, mentre all'interno vi sono pregevoli opere d'arte e decorazioni barocche.

## Facciata
La facciata è in stile barocco - romano risalente al 1690 con due campanili aggiunti nel 1752. In epoca successiva sono collocati gli orologi. Al secondo ordine sul cornicione aggettante, in prossimità delle paraste angolari dei campanili sono presenti: le statue di San Filippo Neri e Santa Rosalia collocate nel 1651, di Sant'Ignazio Martire e San Francesco di Sales poste nel 1751. All'interno del timpano è presente il medaglione con la riproduzione di una Madonna con Bambino del XVII secolo.
I leoni scolpiti sui battenti simboleggiano il martirio di Sant'Ignazio mentre il cuore fiammeggiante è il simbolo della Congregazione dell'Oratorio di San Filippo Neri.

## Interno

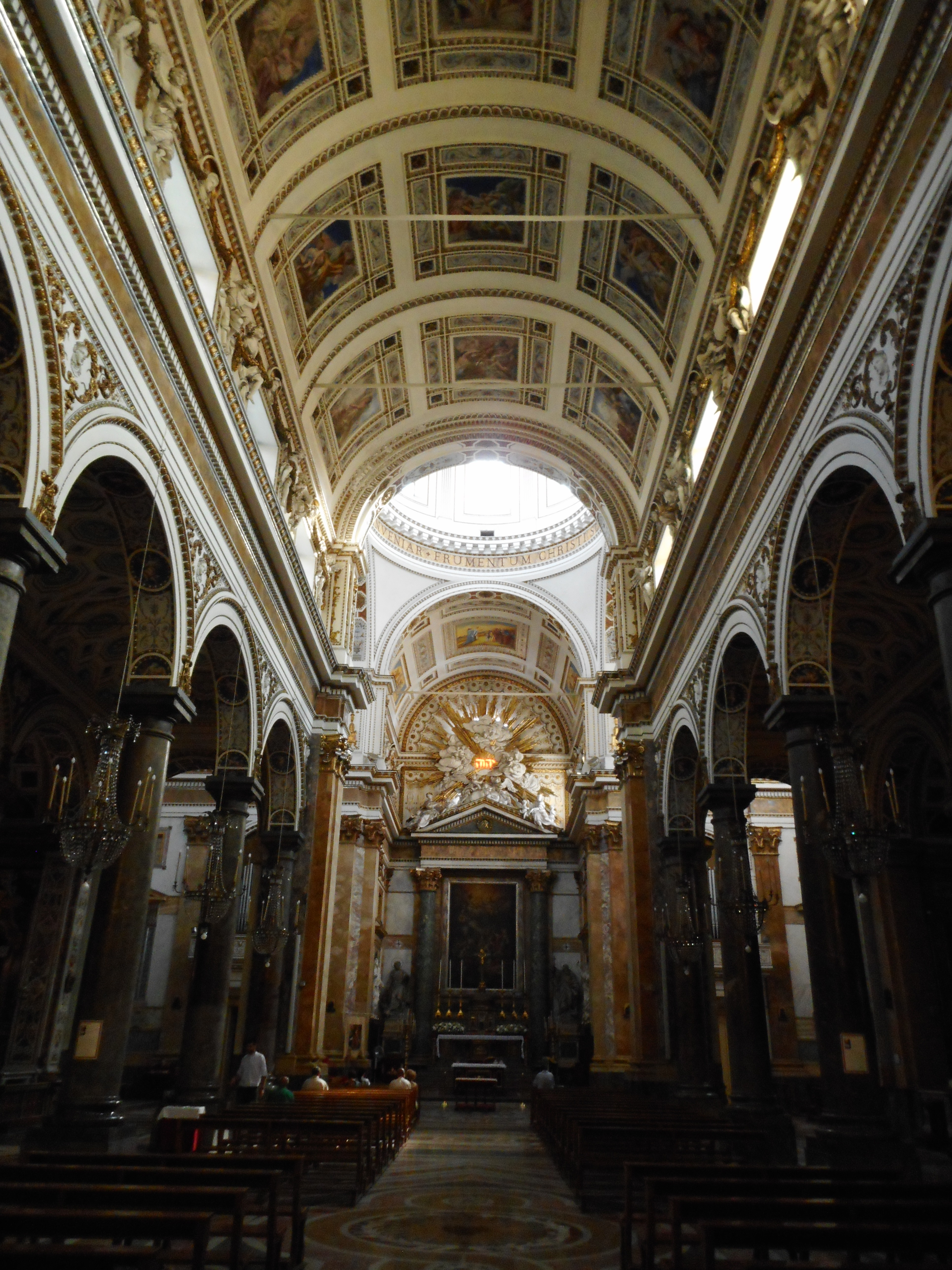
La navata centrale

### Navata destra
- Prima campata: Cappella di Sant'Isidoro Agricola. Sull'altare fra colonne è collocato il Miracolo di San Isidoro Agricola, tela attribuita al sarzanese Domenico Fiasella.
- Seconda campata: Cappella di San Giovanni Battista. Altare interamente decorato con marmi mischi e stucchi, progettato dallo scultore Gaspare Guercio con elaborato motivo della balaustra in marmo, apparato decorativo realizzato da Giuseppe Marino, Ottavio Bonomo, Carlo D'Aprile. La tela raffigura Santa Gemma Galgani di Benedetto Zangara. In alto il quadro raffigurante la Madonna della Salute di Pietro Bonaccorsi.[10]
- Terza campata: Cappella di Santa Rosalia. Sull'altare Santa Rosalia incoronata dalla Vergine tela attribuita a Filippo Randazzo. Ai lati sono presenti affreschi monocromatici raffiguranti Santa Rosalia in adorazione del Crocifisso e Estasi di Santa Rosalia nell'eremo sul Monte Pellegrino. Manufatto concordato e realizzato con la mediazione della confraternita di Santa Caterina.[10]
- Quarta campata: Cappella di San Casimiro. Sull'altare un quadro di Guglielmo Borremans.[11]
- Quinta campata: Cappella di Santa Maria Egiziaca. Sull'altare era documentato il quadro raffigurante Vergine in Gloria tra San Francesco d'Assisi, San Francesco di Paola, Santa Caterina da Siena ed Santa Elisabetta d'Ungheria, opera di Filippo Paladini.[10][12] Oggi la cappella ospita la statua lignea ricoperta in argento della Immacolata Concezione di Alessandro Bagnasco scultore di metà ottocento. Nella nicchia sinistra la statua del Profeta Isaia, nel tondo l'Annunciazione. A destra nella nicchia la statua di Davide, nel tondo è raffigurata la Natività.

### Navata sinistra

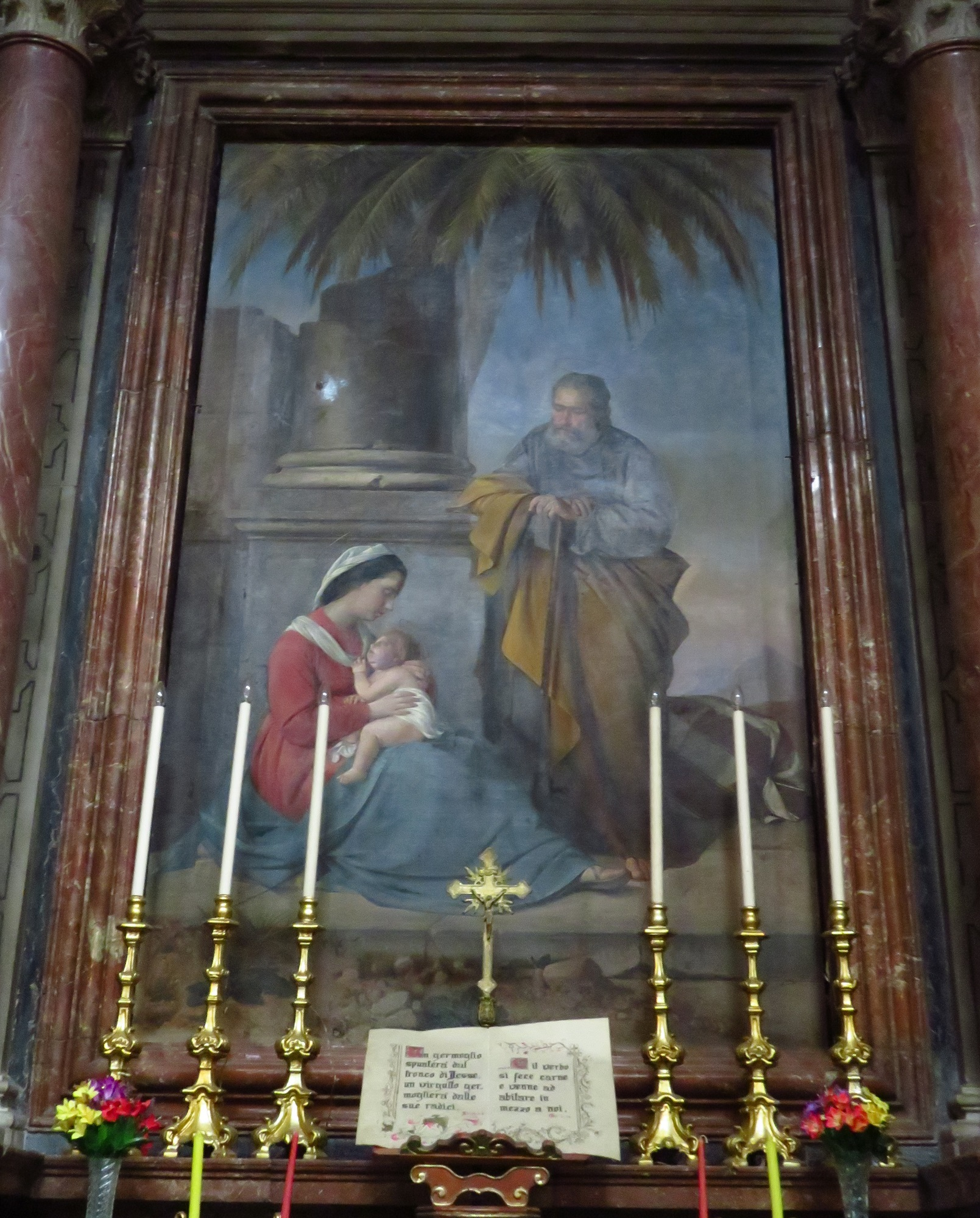
Riposo durante la fuga in Egitto (1873) di Pietro Volpes

- Prima campata: Cappella dell'Arcangelo Gabriele. Patrocinio della famiglia Castelli principi di Torremuzza. A destra è presente il sepolcro di Gregorio Castelli, sul lato opposto il monumento a Gabriele Lancillotto Castelli realizzato nel 1792.[11] Al centro, sull'altare il dipinto raffigurante L'Arcangelo Gabriele, opera realizzata dal maestro monrealese Pietro Novelli.[13] Nella volta è affrescato il Cristo Risorto.
- Seconda campata: Cappella di Santa Maria Maddalena. Patrocinio della famiglia Guasto.[14] Sull'altare ove era documentata la statua di Santa Maria Maddalena[15] è oggi presente il quadro di Pietro Volpes, Riposo durante la fuga in Egitto (1873).
- Terza campata: Cappella del Santissimo Crocifisso. Cappella del '600 dai ricchi ornamenti in pietre nobili e fregi dorati (l'intarsio è frutto della composizione di 24 pietre semipreziose fra colonne in diaspro e tarsie in cristalli, granatini, topazi, ametiste, agate, eliotropie, lapislazzuli, corniole), chiusa da una artistica cancellata in ottone, progettata dall'architetto del regno Mariano Smiriglio.[16] Splendido Crocifisso ligneo seicentesco su reliquiario chiuso da vetrata a disegni geometrici. Ai lati le nicchie con le statue dell'Addolorata e San Giovanni Evangelista, affreschi e stucchi di Vincenzo Riolo[16]. Il paliotto dell'altare è realizzato con tarsie policrome che danno profondità architettonica all'insieme. Gli affreschi nella volta sono stati realizzati da Pietro Novelli,[13] in seguito trasferiti su tela. La cappella è stata solennemente consacrata dall'arcivescovo Giannettino Doria.[17]
- Quarta campata: Cappella della Santa Vergine. Sono collocati i dipinti dello Sposalizio della Vergine, la Sacra Famiglia, la Meditazione di Sant'Ignazio e il simulacro di Santa Maria Goretti.
- Quinta campata: Cappella di San Filippo Neri. Sull'altare formato da due colonne di diaspro e due di granito è collocato il quadro raffigurante L'apparizione della Vergine a San Filippo Neri di Sebastiano Conca del 1740.[16][18][19] Il dipinto sostituisce un quadro di Guido Reni deteriorato, documentato nei locali della Congregazione.[20] A destra la statua di San Giuseppe e Gesù bambino, a sinistra San Gioacchino e Maria bambina, entrambi opere di Giovanni Battista Ragusa. Ricca di decorazioni in marmi policromi, reca una lapide commemorativa con l'indicazione dell'anno di realizzazione 1622. Sono inoltre presenti un busto di San Filippo Neri e un quadro raffigurante il Miracolo di San Filippo Neri.

### Transetto
- Transetto sinistro: Cappella di Sant'Ignazio. Sull'altare è presente il quadro di Filippo Paladini raffigurante il Martirio di Sant'Ignazio del 1613.[12][16] Nella nicchia sul lato sinistro è posta la statua in stucco di San Giovanni Battista, monumento funebre in ricordo di Giovanni Graffeo abate di Santa Maria del Parto. Di fronte, la nicchia vuota per commemorare Francesco Graffeo.[18]
- Transetto destro: Cappella della Vergine. Sull'altare è collocato il quadro di Filippo Paladini raffigurante la Madonna in Gloria con Santi.[15][16]

### Presbiterio

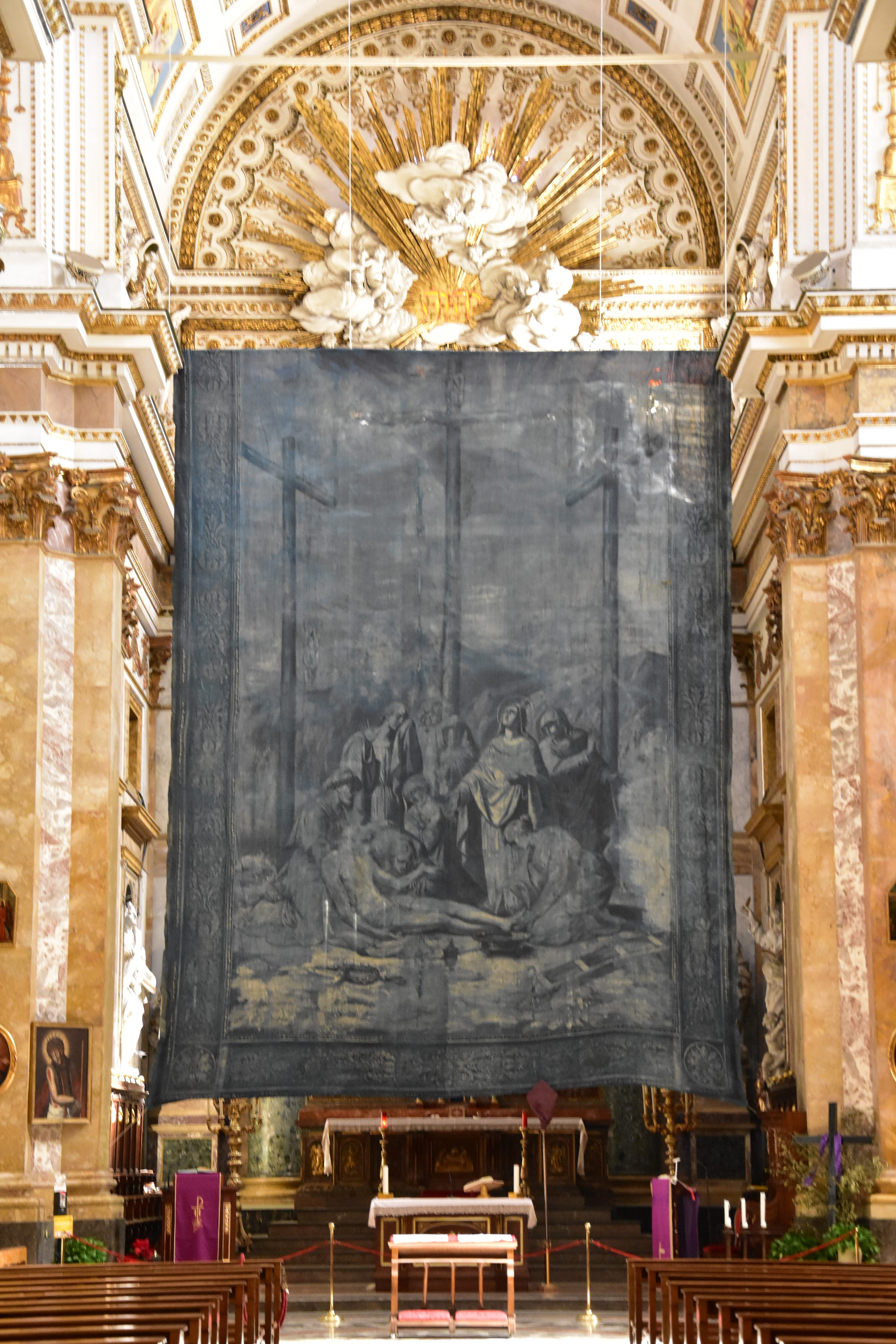
"Tila" durante la Quaresima

L'altare sopraelevato rispetto al piano di calpestio è costituito da colonne con capitelli corinzi sormontati da spesso cornicione e timpano. Sul timpano è presente un grandioso manufatto in stucco di Gaspare e Giuseppe Firriolo del XVIII secolo raffigurante La Gloria. Adagiate sulle sime le allegorie della Pace e dell'Unità. In un nugolo di nimbi e raggi dorati, al centro in rosso, la scritta in ebraico Jahvè. Campeggia come pala d'altare il Trionfo della Santissima Trinità, opera di Sebastiano Conca del 1740c.
Ai lati dell'altare le statue marmoree scolpite da Ignazio Marabitti di San Pietro a sinistra e di San Paolo a destra. Nelle nicchie laterali le statue in stucco degli evangelisti con i rispettivi simboli iconografici: Luca con il bue, Giovanni con l'aquila, Marco con il leone, Matteo con l'angelo.
La volta a riquadri raffigura episodi biblici dipinti nel 1790 da Antonio Manno.
- Due organi e relative cantorie nei bracci del transetto.[18]

Nella chiesa di Sant'Ignazio è montata a coprire l'altare durante la Quaresima "a tila", un tessuto riproducente pitture molto intense sulla morte e deposizione di Cristo su fondo azzurrognolo. Durante la celebrazione della notte di Pasqua al Gloria, "a tila" cade svelando l'altare maggiore e annunciando visivamente "il Cristo risorto".

## Sacrestia
- Nella sacrestia è documentato un quadro raffigurante San Giovanni di Baciccio de Rosa, un quadro di Tiziano e un ostensorio d'oro.[10]
- XIX secolo, Beato Sebastiano Valfrè in soccorso degli appestati, olio su tela, dipinto documentato, opera di Salvatore Lo Forte.[21]
- XIX secolo, Miracolo di San Nicola di Bari raffigurante il salvataggio di una nave in tempesta, olio su tela, dipinto documentato, opera di Salvatore Lo Forte.[21]

## Casa
Prospetto progettato da Pietro Novelli.
Dopo l'emanazione delle leggi eversive librarie e scaffalature, elaborati manufatti di falegnameria, confluirono parzialmente nelle strutture della Biblioteca comunale di Casa Professa.
Biblioteca Sclafani.
Nella Casa della Congregazione ha sede il Museo archeologico regionale Antonino Salinas.
- 1952 aprile. Riallestimento del Museo a cura di Jole Bovio Marconi. Trasferimento definitivo della sezione medievale e moderna a Palazzo Abatellis e l'Istituzione della Galleria Nazionale, diviene esclusivamente archeologico.
- 1977. A seguito della L. n.637 del 30/8/75 il Museo diviene regionale.
- 2009 8 luglio. Il Museo è parzialmente chiuso per i lavori di restauro.
- 2011. Il Museo è chiuso definitivamente per i lavori di restauro.
- 2016. Progressiva riapertura degli ambienti espositivi.
- Primo chiostro: portici di quattro colonne e tre arcate per lato, pavimentazione in acciottolato, al centro la Fontana del Tritone con statua del Glauco che suona una buccina, manufatto proveniente da un gruppo del giardino pensile piantumato sul piano del baluardo di San Pietro al Palazzo Reale.

- Secondo chiostro: grande ambiente con pianta rettangolare (dieci colonne per sei, nove luci per cinque con sviluppo maggiore sull'asse est - ovest), fontana centrale con putti, celle sul lato settentrionale.

- Terzo chiostro coperto: ambiente con loggiati e balconate.

Le strutture adiacenti ospitavano:

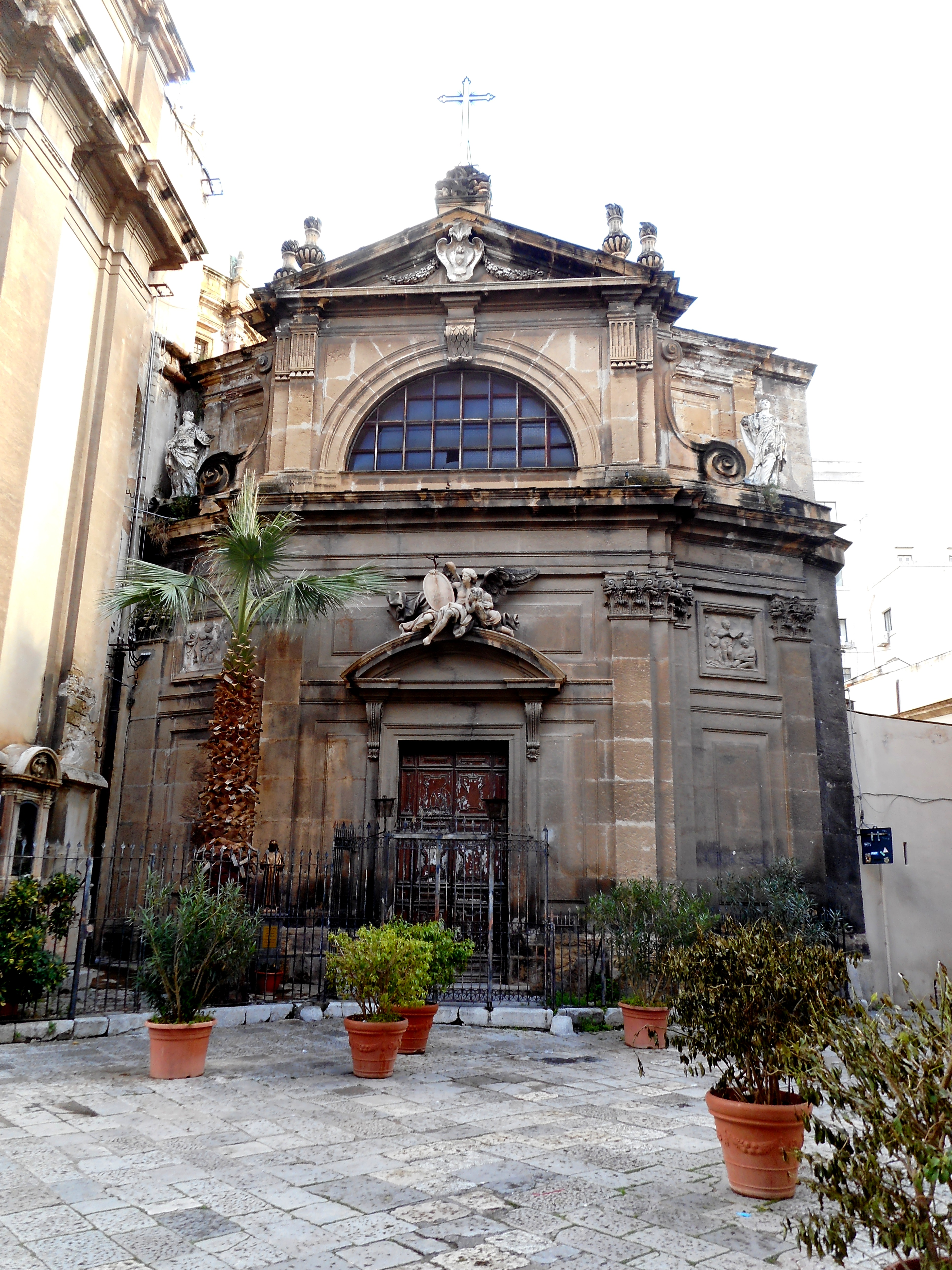
Facciata dell'Oratorio di San Filippo Neri

- Cappella della Casa dei Padri Filippini con soffitti stuccati ed affrescati, ornata in legno, oro ed avorio. Affresco attribuito a Vito D'Anna che riproduce San Filippo Neri in adorazione della Sacra famiglia.
- Sala ricreativa dei religiosi dal soffitto ligneo con decorazioni policrome del '600, precedentemente occultato da una copertura ottocentesca.
- Refettorio al piano terreno.

## Oratorio
- Oratorio di Santa Caterina d'Alessandria all'Olivella.
- Oratorio dei Padri Filippini all'Olivella. Piccola cappella del 1730 operate da Francesco Ferrino. L'aula rettangolare dal pavimento maiolicato presenta una decorazione costituita da legno scolpito, intarsi e pitture a fresco dai disegni geometrici. Sulla volta, un affresco raffigurante l'Apparizione della Vergine a San Filippo Neri, attribuito alla scuola di Olivo Sozzi.
- Oratorio di San Filippo Neri del 1769, opera di Giuseppe Venanzio Marvuglia.[22] L'angelo sul timpano è attribuito allo scultore settecentesco Filippo Pennino, così pure i capitelli del colonnato.[23] All'interno è documentato un vestibolo sormontato da palco, un quadro raffigurante Maria Vergine e San Filippo Neri del pittore Pietro Martorana e la cornice - scultura Gloria di angeli di Ignazio Marabitti del 1775.[24] Nella fontana è presente una statua di San Filippo Neri. Nel cortile era documentata una spezieria.[24]